# David García Torne
David García Torne (4 de agosto de 1997) é um judoca espanhol. Competiu nos Jogos Olímpicos de Verão de 2024 em Paris, sendo eliminado na primeira fase.
O judoca espanhol David Garcia Torne demonstrou as suas capacidades com vitórias em eventos de prestígio como o Grande Prémio de Linz e o Grand Slam Qazaq Barysy, em Astana, em 2023. O seu percurso no judo inclui medalhas de bronze no Open Europeu em Glasgow, em 2018, e em Sófia, em 2020. Foi bronze no Campeonato da Europa de Sub-23 em 2019. Garcia Torne tem resultados consistentes no pódio, incluindo o bronze no Grand Slam em Baku em 2022 e Antalya em 2023, bem como uma prata no Campeonato Europeu de 2023 em Montpellier. Fora do tapete, partilha a sua vida com a sua namorada, Mireia Lapuerta Comas.